# پنکران
پنکران (به فرانسوی: Pencran) یک کمون در فرانسه است که در canton of Landerneau واقع شده‌است.

## خصوصیات
پنکران ۸٫۹۳ کیلومترمربع مساحت و ۱٬۵۷۳ نفر جمعیت دارد.